# Brendan McKeown
Brendan Patrick McKeown (nascido em 18 de março de 1944) é um ex-ciclista britânico que competiu nos Jogos Olímpicos de 1968, na Cidade do México.